# Maria di Gheldria (1328-1397)
Maria di Gheldria; in francese: Marie de Gueldre (1328 – novembre 1397) fu duchessa consorte di Jülich, dal 1362 al 1393, e duchessa di Gheldria e Contessa di Zutphen, dal 1371 al 1380, in contrapposizione alla sorella, Matilde.

## Origine
Maria, secondo il Kronijk van Arent toe Bocop, era la figlia quartogenita del Duca di Gheldria e conte di Zutphen, Rinaldo II e della sua prima moglie, Sophia Berthout, erede della signoria di Malines, figlia del signore di Malines, Fiorenzo Berthout e di Matilde di Marck, e nipote del vescovo di Utrecht (1296-1301), Guglielmo Berthout.

Rinaldo II di Gheldria, come ci viene confermato dal Kronijk van Arent toe Bocop era il figlio maschio primogenito del Conte di Gheldria e di Zutphen, Rinaldo I e della sua seconda moglie, Margherita Dampierre o di Fiandra, che, secondo il Kronijk van Arent toe Bocop, era figlia del Conte di Fiandra, Guido di Dampierre e della sua seconda moglie Isabella di Lussemburgo († 1298), figlia di Enrico IV di Lussemburgo e di Margherita de Bar.

## Biografia
Il 19 marzo 1339, suo padre, Rinaldo II, fu riconosciuto duca di Gheldria e conte di Zutphen al parlamento di Francoforte dall'Imperatori del Sacro Romano Impero, Ludovico di Baviera.
Nel 1343, suo padre, Rinaldo II, trasferì la sua residenza da Geldern a Nimega, ma morì improvvisamente ad Arnhem lo stesso anno e fu sepolto nell'abbazia di Graefenthal, vicino a Goch.
Essendo i figli maschi minorenni gli succedette il primogenito, suo fratellastro, Rinaldo, come Rinaldo III, con la reggenza della madre (matrigna di Matilde), Eleonora d'Inghilterra.
Verso il 1360, secondo il Rerum Belgicarum Annales Chronici Et Historici, nel ducato di Gheldria, si erano formate due fazioni, una detta Hekers, che sosteneva il duca Rinaldo III, mentre la seconda, detta Bronchoerit, sosteneva il fratello minore Edoardo, che si fronteggiarono, sino a che, nel 1361, Rinaldo assediò Edoardo a Tiel, dove avvenne lo scontro finale, che vide la vittoria di Edoardo ed i suoi seguaci che catturarono Rinaldo; Edoardo fu riconosciuto duca di Gheldria, mentre Rinaldo fu imprigionato, nel Castello di Nijenbeek, nei pressi di Voorst.
Nel 1362, Maria sposò il duca di Jülich, Guglielmo II, per l'interessamento del suo fratellastro, Edoardo.
Edoardo morì il 24 agosto 1371, Rinaldo III, fu liberato e fu riconosciuto nuovamente duca di Gheldria.
Rinaldo III resse il ducato per poco più di tre mesi, morì il 4 dicembre di quello stesso anno. Siccome, né Rinaldo, né Edoardo avevano lasciato eredi, il ducato andò alle sorellastre; a Rinaldo III succedette sua sorella, Matilde, che fu contestata da Maria; la Chronica Comitum de Marka, Fortsetzung cita sua sorella, Matilde come duchessa di Gheldria, confermando la successione al fratello Rinaldo III.
La contestazione di Maria che portò alla Prima guerra di successione gheldriana, inizio da subito.
Matilde, nel 1372, anche per avere sostegno nella lotta con la sorella, si sposò, in terze nozze, con il Giovanni II di Blois-Châtillon Conte di Blois di Dunois e di Soissons e Signore d'Avesnes, di circa quindici anni più giovane.
Le due fazioni, degli Hekers, che sosteneva Matilde, e dei Bronchoerit, che sosteneva Maria si scontrarono in armi e la guerra durò circa otto anni, e Maria con l'appoggio del Re di Boemia ed Imperatore del Sacro Romano Impero Carlo IV, ebbe la meglio, e, nel 1379, dopo un'ultima sconfitta, Matilde ed il marito, Giovanni, rinunciano definitivamente al ducato di Gheldria.
Maria divenuta duchessa di Gheldria, nel 1380, cedette il ducato al figlio, Guglielmo, che era già stato riconosciuto duca dall'Imperatori del Sacro Romano Impero, Carlo IV di Lussemburgo.
Maria, rimasta vedova nel 1393, morì nel 1397.

## Figli
Maria a Guglielmo diede tre figli:
- Guglielmo (1364 † 1402), ducha di Gheldria[18];
- Rinaldo († 1423), ducha di Gheldria[19];
- Giovanna († 1428), nonna materna di Arnoldo di Egmond, ducha di Gheldria[20].

## Ascendenza
|                                       |                                           |                             | Genitori                  |  |  | Nonni |  |  | Bisnonni              |  |  | Trisnonni               |  |
|                                       |                                           |                             |                           |  |  |       |  |  | Ottone II di Gheldria |  |  | Gerardo III di Gheldria |  |
|                                       |                                           |                             |                           |  |  |       |  |  | Ottone II di Gheldria |  |  | Gerardo III di Gheldria |  |
|                                       |                                           | Margherita di Brabante      |                           |  |  |       |  |  | Ottone II di Gheldria |  |  |                         |  |
| Reginaldo I di Gheldria               |                                           |                             |                           |  |  |       |  |  | Ottone II di Gheldria |  |  |                         |  |
|                                       |                                           | Filippa di Dammartin        | Simone di Dammartin       |  |  |       |  |  |                       |  |  |                         |  |
|                                       |                                           | Filippa di Dammartin        | Simone di Dammartin       |  |  |       |  |  |                       |  |  |                         |  |
|                                       |                                           | Filippa di Dammartin        | Maria di Ponthieu         |  |  |       |  |  |                       |  |  |                         |  |
| Rinaldo II di Gheldria                |                                           | Filippa di Dammartin        |                           |  |  |       |  |  |                       |  |  |                         |  |
|                                       |                                           | Guido di Dampierre          | Guglielmo II di Dampierre |  |  |       |  |  |                       |  |  |                         |  |
|                                       |                                           | Guido di Dampierre          | Guglielmo II di Dampierre |  |  |       |  |  |                       |  |  |                         |  |
|                                       |                                           | Guido di Dampierre          | Margherita II di Fiandra  |  |  |       |  |  |                       |  |  |                         |  |
| Margherita di Fiandra                 |                                           | Guido di Dampierre          |                           |  |  |       |  |  |                       |  |  |                         |  |
|                                       |                                           | Isabella di Lussemburgo     | Enrico V di Lussemburgo   |  |  |       |  |  |                       |  |  |                         |  |
|                                       |                                           | Isabella di Lussemburgo     | Enrico V di Lussemburgo   |  |  |       |  |  |                       |  |  |                         |  |
|                                       |                                           | Isabella di Lussemburgo     | Margherita di Bar         |  |  |       |  |  |                       |  |  |                         |  |
| Maria di Gheldria                     |                                           | Isabella di Lussemburgo     |                           |  |  |       |  |  |                       |  |  |                         |  |
|                                       | Gualtiero VI Berthout, signore di Malines | …                           |                           |  |  |       |  |  |                       |  |  |                         |  |
|                                       | Gualtiero VI Berthout, signore di Malines | …                           |                           |  |  |       |  |  |                       |  |  |                         |  |
|                                       | Gualtiero VI Berthout, signore di Malines | …                           |                           |  |  |       |  |  |                       |  |  |                         |  |
| Fiorenzo Berthout, signore di Malines | Gualtiero VI Berthout, signore di Malines |                             |                           |  |  |       |  |  |                       |  |  |                         |  |
|                                       |                                           | Maria d'Alvernia            | …                         |  |  |       |  |  |                       |  |  |                         |  |
|                                       |                                           | Maria d'Alvernia            | …                         |  |  |       |  |  |                       |  |  |                         |  |
|                                       |                                           | Maria d'Alvernia            | …                         |  |  |       |  |  |                       |  |  |                         |  |
| Sofia Berthout, signora di Malines    |                                           | Maria d'Alvernia            |                           |  |  |       |  |  |                       |  |  |                         |  |
|                                       |                                           | Engelberto I, conte di Mark | Adolfo I, conte di Mark   |  |  |       |  |  |                       |  |  |                         |  |
|                                       |                                           | Engelberto I, conte di Mark | Adolfo I, conte di Mark   |  |  |       |  |  |                       |  |  |                         |  |
|                                       |                                           | Engelberto I, conte di Mark | Ermengarda di Gheldria    |  |  |       |  |  |                       |  |  |                         |  |
| Matilde di Mark                       |                                           | Engelberto I, conte di Mark |                           |  |  |       |  |  |                       |  |  |                         |  |
|                                       |                                           | Elisabetta di Valkenburg    | Teodorico di Valkenburg   |  |  |       |  |  |                       |  |  |                         |  |
|                                       |                                           | Elisabetta di Valkenburg    | Teodorico di Valkenburg   |  |  |       |  |  |                       |  |  |                         |  |
|                                       |                                           | Elisabetta di Valkenburg    | Berta di Limburgo         |  |  |       |  |  |                       |  |  |                         |  |
|                                       |                                           | Elisabetta di Valkenburg    |                           |  |  |       |  |  |                       |  |  |                         |  |

### Letteratura storiografica
- (FR)  Chronique normande de Pierre Cochon.
- (FR)  Histoire de la maison de Chastillon-sur-Marne.